# Oxira hethlandica
Oxira hethlandica là một loài bướm đêm trong họ Noctuidae.